# Katosselkä
Katosselkä är en sjö i Finland.   Den ligger i landskapet Södra Savolax, i den södra delen av landet, 250 km nordost om huvudstaden Helsingfors. Katosselkä ligger 68 meter över havet.